# Velšský ovčák
Velšský ovčák, též velšská kolie (anglicky: Welsh Sheepdog), je krajovou odrůdou ovčáckých psů z Walesu.
Podobně jako jiné typy pracovních psů, i velšští ovčáci jsou obvykle chováni pro pastevecké schopnosti, spíše než pro vzhled. Proto neexistuje ucelený standard, který by exteriér takových psů popisoval. Obvyklé zbarvení je černo-bílé, červeno-bílé nebo trikolorní, výjimečně i merle. Vzdáleně se podobají border koliím, avšak velšští ovčáci mají delší nohy, širší hrudník a širší čenich. Jsou velmi aktivní a inteligentní, a proto je třeba výcvik a dostatek pohybu. Velšští ovčáci jsou také známí jako Velšské kolie.
Velšský ovčák není Mezinárodní kynologickou federací (FCI) uznáván jako plemeno.
Jsou schopni pracovat samostatně, aniž by nutně byli přímo pod lidskou kontrolou. Velšští ovčáci jsou většinou používáni pro pasení ovcí, ale také dokáží snadno pracovat s dobytekem, kozami a dokonce i s koňmi a prasaty.
Délka života velšského ovčáka je 12 až 15 let.

## Využití
Velšští ovčáci se mohou učit agility, flyball, obedienci, dog frisbee a kvůli instinktu stáda je velice dobrý v hlídání stáda.